# جورج إنجل (كاتب)
جورج إنجل (بالألمانية: Georg Engel)‏ هو ناقد أدبي وكاتب ألماني، ولد في 22 أكتوبر 1866 في غرايفسفالد في ألمانيا، وتوفي في 19 أكتوبر 1931 في برلين في ألمانيا.

## وصلات خارجية
- جورج إنجل على موقع IMDb (الإنجليزية)
- جورج إنجل على موقع قاعدة بيانات الأفلام السويدية (السويدية)
- جورج إنجل على موقع قاعدة بيانات الفيلم (الإنجليزية)
- جورج إنجل على موقع كينوبويسك (الروسية)